# Boileautunnel
De Boileautunnel is een stedelijke tunnel voor het autoverkeer gelegen in de gemeente Etterbeek in het oosten van het Brussels Hoofdstedelijk Gewest. De tunnel maakt deel uit van de Middenring (R21) en loopt onder het kruispunt met de Eskadronstraat en de Baron de Castrostraat.
De tunnel bestaat enkel in één richting (op 2 rijstroken) voor het doorgaand verkeer van de Louis Schmidtlaan naar de Sint-Michielslaan. Er zijn 4 noodnissen aanwezig, maar geen noodtelefoons. Aan de inrit kan de tunnel worden afgesloten door middel van een verkeerslicht. Boven de inrit is een elektronisch tekstbord aangebracht waarop maximaal 35 tekens kunnen worden weergegeven. Er is ook verlichting aanwezig in de tunnel, waarvan de intensiteit zich automatisch aanpast aan de sterkte van het zonlicht bovengronds.
De tunnel wordt op afstand bewaakt door de operatoren van de 24-uurspermanentie MOBIRIS bij de Brusselse wegbeheerder Mobiel Brussel.
Op dezelfde plaats gaat ook de tram ondergronds in een premetrotunnel.
Annie Cordytunnel · Baljuwtunnel · Belliardtunnel · Boileautunnel · Deltatunnel · Georges Henritunnel · Hallepoorttunnel · Jubelparktunnel ·Koninginnetunnel · Kortenbergtunnel · Kruidtuintunnel · Kunst-Wettunnel · Louizatunnel · Madoutunnel · Montgomerytunnel · Naamsepoorttunnel · NAVO-tunnel · Pachecotunnel · Reyerstunnel · Rogiertunnel · Stefaniatunnel · Tervurentunnel · Troontunnel · Van Praettunnel · Vleurgattunnel · Wettunnel · Woluwetunnel